# Mahmoud al-Majzoub
Mahmoud al-Majzoub, ook bekend als Abu Hamza (ca. 1965 - Sidon, Libanon, 26 mei 2006) was een Palestijnse terrorist die deel uitmaakte van de leiding van de Palestijnse terreurbeweging de Islamitische Jihad.
Op 25 mei 2006 werd hij het slachtoffer van een autobom in Sidon. Zijn broer Nidal al-Majzoub kwam hierbij direct om het leven, hijzelf overleed een dag later in het ziekenhuis aan zijn verwondingen.
De Islamitische Jihad beschuldigde Israël achter de aanslag te zitten, Israël sprak dit echter tegen.
Zowel in 1998 als in 2004 was Mahmoud al-Majzoub ook reeds betrokken geraakt bij op hem gerichte aanslagen maar had deze beide overleefd. De eerste aanslag werd eveneens op het conto van Israël geschreven, de tweede werd aan een rivaliserende Palestijnse groepering geweten.